# Warbud

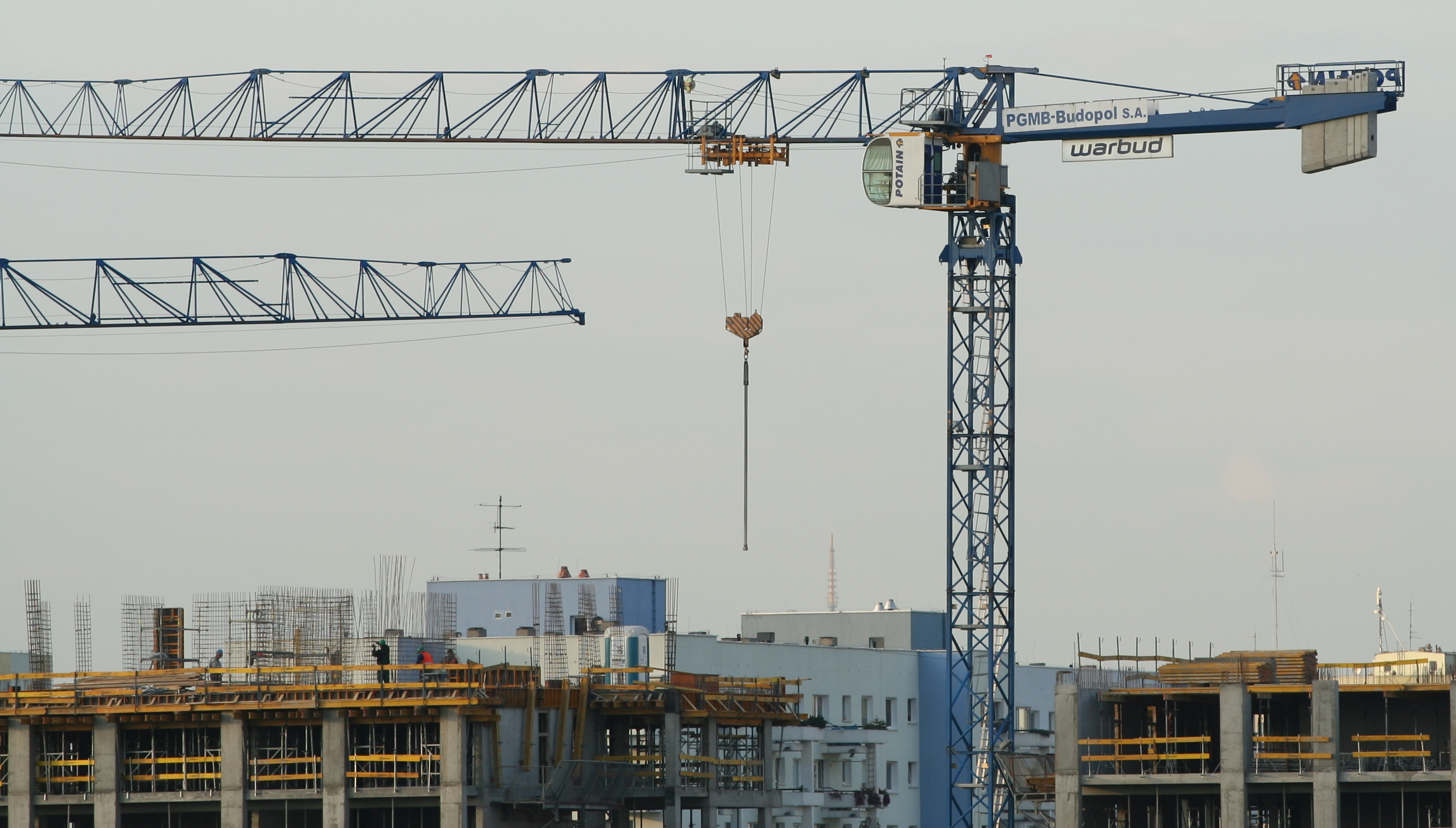
Dźwig używany przez spółkę

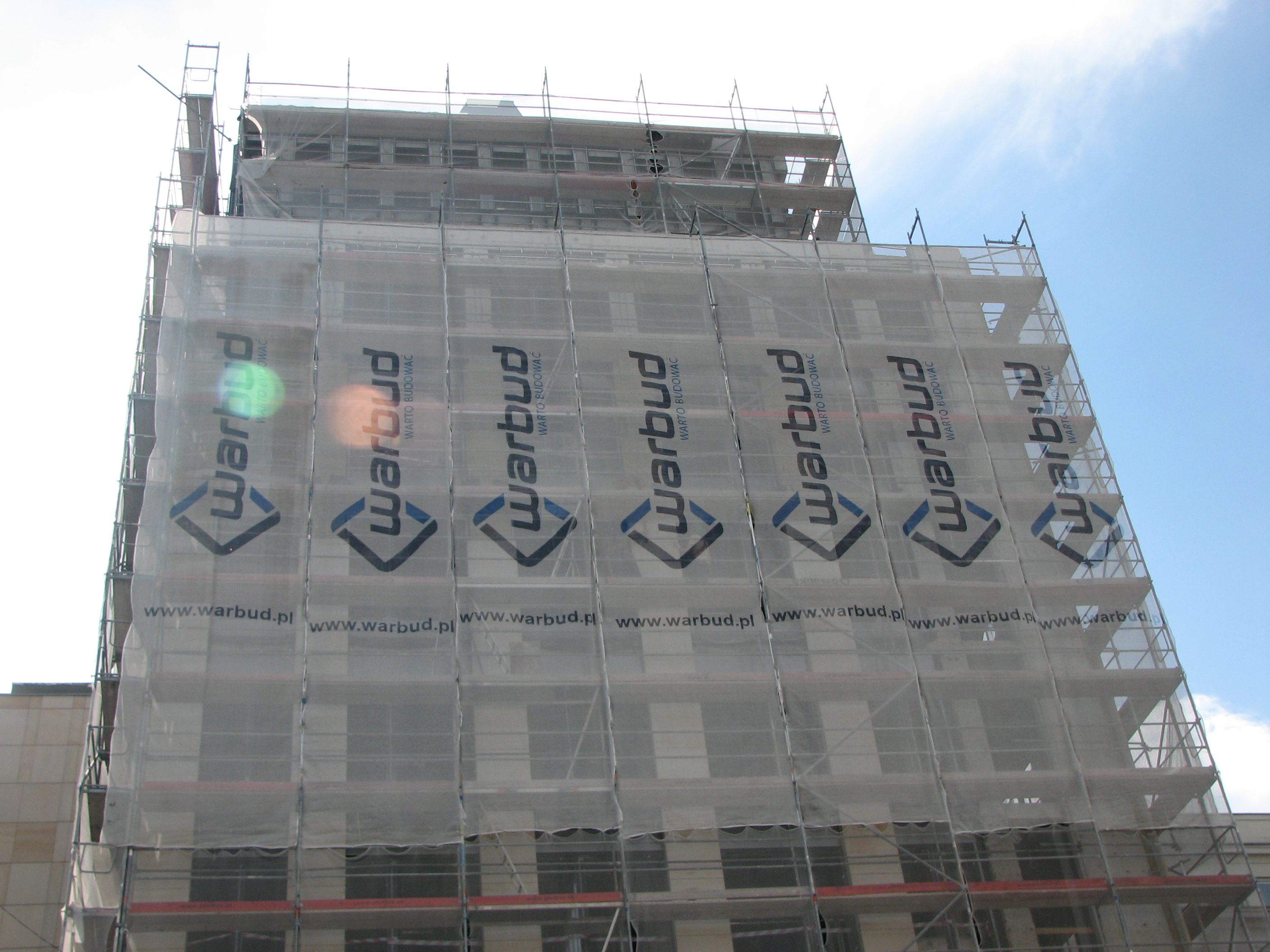
Nowa siedziba Naczelnego Sądu Administracyjnego budowana przez Warbud

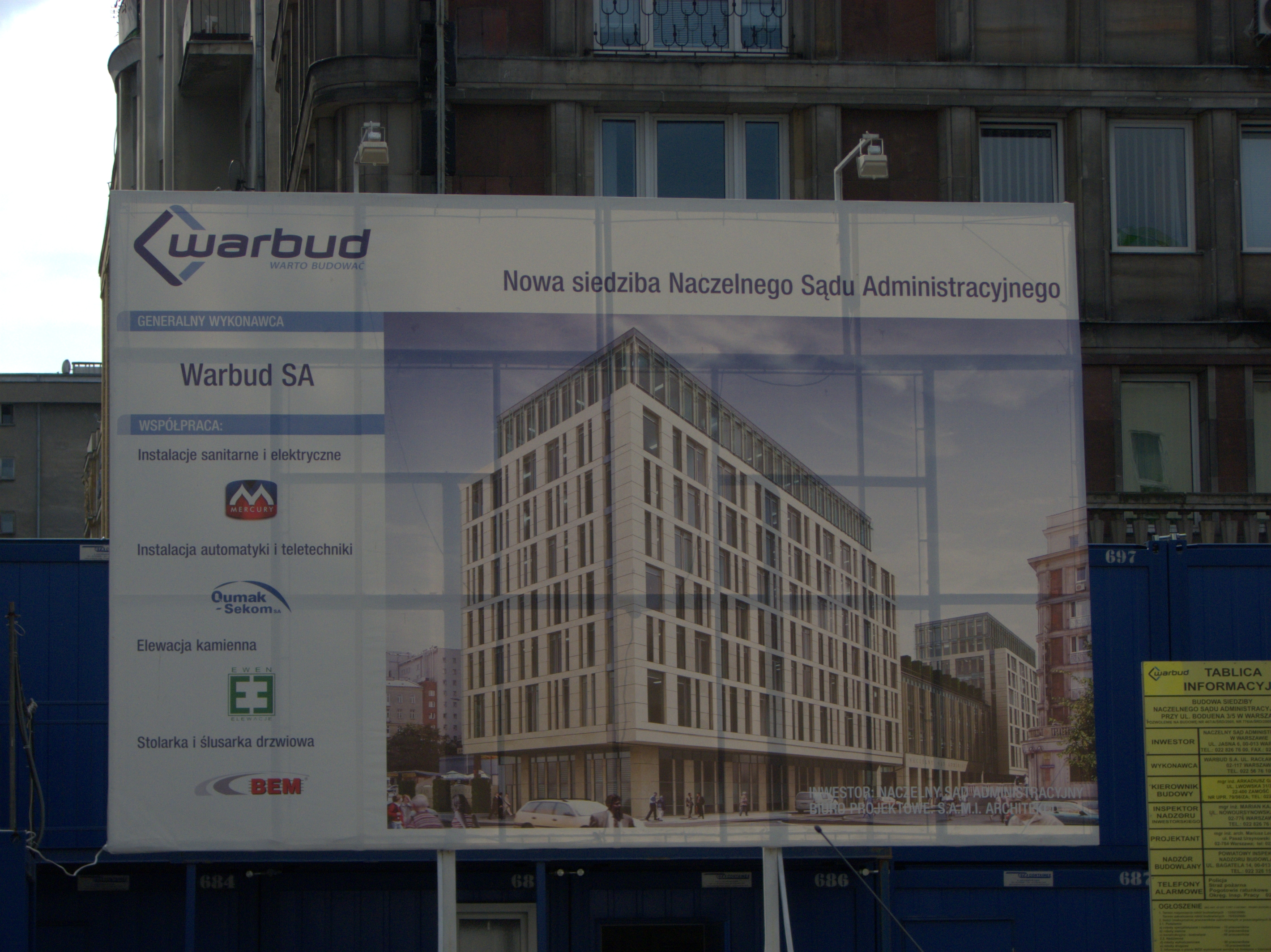
Nowa siedziba Naczelnego Sądu Administracyjnego budowana przez Warbud – tablica informacyjna

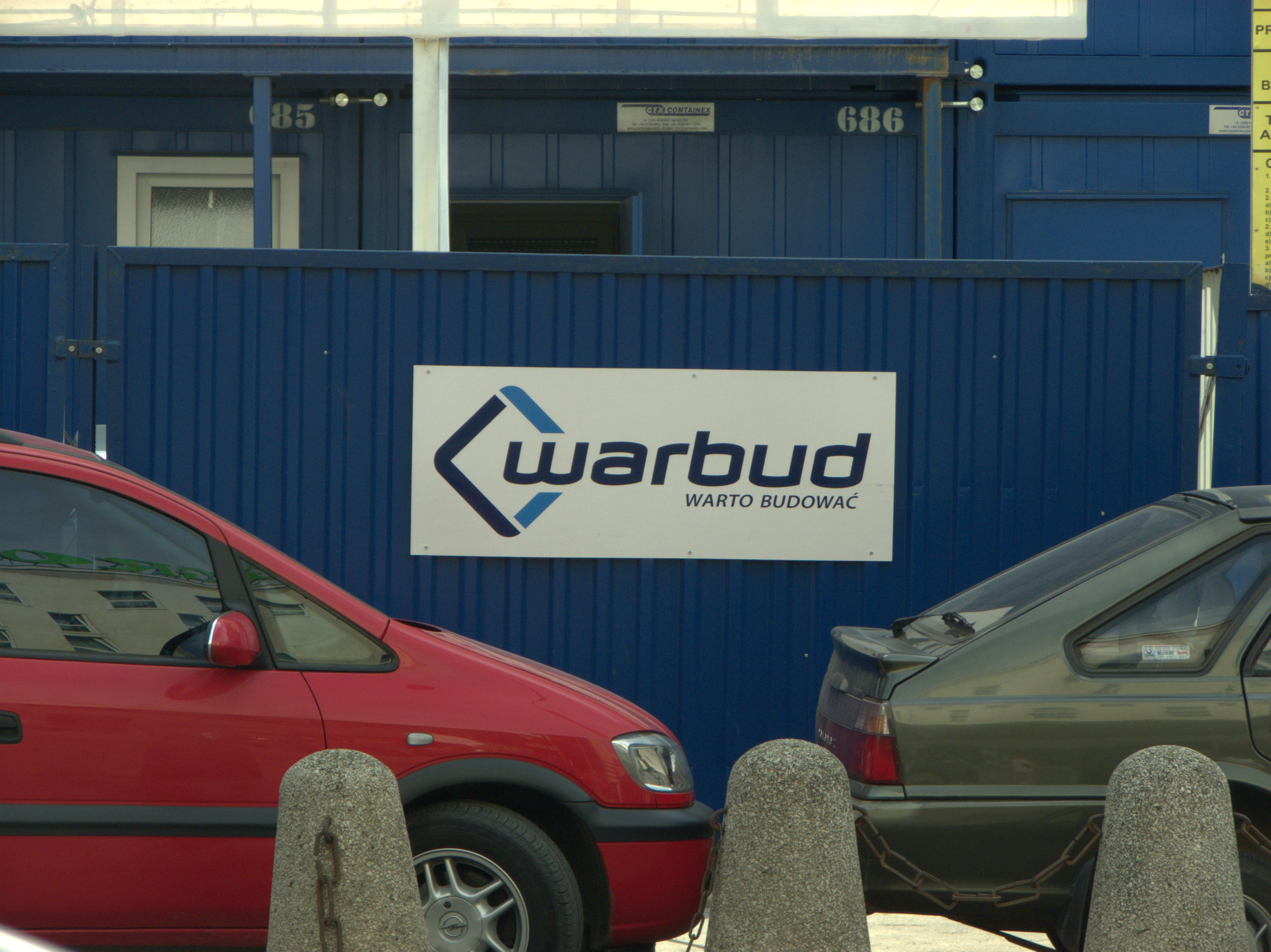
Tablica reklamowa na placu budowy

Warbud – spółka akcyjna z siedzibą w Warszawie.
Przedsiębiorstwo jest obecne na polskim rynku od 1989 i należy do największych przedsiębiorstw budowlanych w kraju. Od 1992 spółka zrealizowała ponad 500 projektów (m.in. ustawienie pylonu mostu Świętokrzyskiego w Warszawie). Obejmują one wszystkie sektory budownictwa kubaturowego, przemysłowego, inżynierskiego, specjalistyczne budowle wojskowe oraz obiekty ochrony środowiska.
Przedsiębiorstwo jest reprezentowane na terenie całego kraju poprzez swoje regiony:
- Centrum (Warszawa, Łódź)
- Północ (Trójmiasto, Bydgoszcz, Toruń, Szczecin)
- Południe (Kraków, Dolny i Górny Śląsk)
- Wschód (Lublin, Białystok, Rzeszów)
- Zachód (Poznań).

W strukturze spółki znajdują się także dyrekcje odpowiedzialne za poszczególne sektory działalności:
- Dyrekcja Budownictwa Specjalistycznego (DBS)
- Dyrekcja Budownictwa Medycznego (DBMed)
- Dyrekcja Budownictwa Inżynierskiego (DBI).

Wiodącym udziałowcem Warbudu jest francuski holding Vinci Construction z rocznym obrotem 10,617 mln EUR za 2008.

## Wybrane realizacje
Zrealizowane
- Opera i Filharmonia Podlaska w Białymstoku
- Stacja metra A19 Marymont w Warszawie
- Stacja metra A15 Ratusz Arsenał w Warszawie
- Port Lotniczy im. Lecha Wałęsy w Gdańsku
- Drogowe Przejście Graniczne w Medyce
- Szpital Medicover – Warszawa
- Most III Tysiąclecia w Gdańsku
- Hotel Mercure – Warszawa
- Przebudowa hotelu Hevelius – Gdańsk
- Infrastruktura dostępu do rejonu Nabrzeża Przemysłowego w Gdańsku
- Infrastruktura dostępu do rejonu Nabrzeża Przemysłowego w Gdańsku
- DELL kompleks produkcyjny w Łodzi-Olechowie
- Rozbudowa i przebudowa Centrum Handlowego Klif – Gdynia
- Hotel Qubus – Gdańsk
- Siedziba Naczelnego Sądu Administracyjnego w Warszawie
- Muzeum miasta Gdynia
- III etap Trasy Kwiatkowskiego w Gdyni
- Odcinek Trasy Siekierkowskiej „Węzeł Czerniakowska” od ul. Idźkowskiego do Wału Zawadowskiego – Warszawa
- Stacja Uzdatniania Wody w Stalowej Woli
- Wydział Biologii i Nauk o Ziemi UMK w Toruniu
- Szkoła Amerykańska w Konstancinie-Jeziornie
- Wyższa Szkoła Przedsiębiorczości i Zarządzania im. Leona Koźmińskiego w Warszawie
- Centrum Nauki Kopernik w Warszawie
- Biurowce Platinium Business Park w Warszawie
- Świątynia Opatrzności Bożej w Warszawie
- Biblioteka Akademicka z Centrum Audytoryjno-Informacyjnym Akademii Marynarki Wojennej w Gdyni
- Nowa siedziba NOSPR w Katowicach
- Oczyszczalnia Ścieków „Czajka” w Warszawie (konsorcjum)
- Droga S-8 Konotopa – Al. Prymasa Tysiąclecia (konsorcjum)
- Droga S-7 Elbląg – Kalsk (konsorcjum)
- Węzeł Marsa (Trasa Siekierkowska) w Warszawie (konsorcjum)
- Rozbudowa lotniska w Balicach
- Budowa Terminalu 3 na lotnisku w Łodzi (konsorcjum)
- Hotel Mera Spa w Sopocie
- Pomorski Park Naukowo-Technologiczny w Gdyni (II, III, IV etap)
- Fabryka Gillette w Łodzi
- Tarasy Zamkowe w Lublinie
- Hotel Europejski w Warszawie (przebudowa)
- Międzynarodowe Centrum Kongresowe (MCK) w Katowicach
- Aqua Park w Koszalinie
- Szpital pediatryczny WUM
- Muzeum II Wojny Światowej w Gdańsku
- Złota 44

- Południowa Obwodnica Warszawy (Odcinek C – od węzła Wał Miedzeszyński do węzła Lubelska)

- Szpital UJ w Krakowie-Prokocimiu
- Biurowiec Skyliner przy ul. Towarowej w Warszawie
- Biurowiec Mennica Tower przy ul. Żelaznej w Warszawie
- Muzeum Sztuki Nowoczesnej w Warszawie